# ناصر برهان آزاد
ناصر برهان آزاد (درگذشته تیر ۱۳۹۵) یک سینماگر، مدرس دانشگاه اهل ایران بود. وی یکی از مدیران تولید که در دهه‌های ۱۳۶۰ و ۱۳۷۰ فعالیت گسترده‌ای داشت برهان آزاد در اثر بیماری ریوی در تیر ۱۳۹۵ در یکی از بیمارستان‌های تهران درگذشت

## فیلمشناسی
1. عطر ولایت (۱۳۹۰ تدوین)
2. قبیله من (۱۳۹۰ مدیر تولید)
3. آرامش در میان مردگان (۱۳۸۴ مدیر تولید)
4. سلام (۱۳۸۲ مدیر تولید)
5. یک روز، یک زندگی، یک مرد (۱۳۸۲ مدیر تولید)
6. راز پرواز (۱۳۸۱ مدیر تولید)
7. تنبل قهرمان (۱۳۸۰ مدیر تولید)
8. سیرک بزرگ (۱۳۷۰ مجری طرح و مدیر تولید)
9. عاشق کوچک (۱۳۶۴ بازیگر و تهیه‌کننده)